# Vorderhornbach
Vorderhornbach is een gemeente in het district Reutte in de Oostenrijkse deelstaat Tirol.
Vorderhornbach ligt samen met Hinterhornbach in het Hornbachtal, een zijdal van het Lechtal. Vorderhornbach ligt op de puinwaaier van de Hornbach. Het dorp is gericht op de landbouw. Een belangrijk deel van de beroepsbevolking is werkzaam buiten de gemeentegrenzen.

## Geschiedenis
Het dorp werd in 1218 voor het eerst vermeld. In tegenstelling tot Hinterhornbach, dat viel onder het gericht Ehrenberg, viel Vorderhornbach onder het gericht Aschau (het huidige Lechaschau), waardoor het relatief weinig te maken had met de overige plaatsen in het Lechtal.
In de 16e eeuw werd op een heuvel een kapel gewijd aan de heilige Johannes. Deze kapel viel onder de parochie van Wängle. Pas in 1752 volgde de bouw van een eigen kerk met pastoraal medewerker. In 1945 werd de kerk door brand verwoest, maar deze werd in 1947 alweer opgebouwd.
Bach · Berwang · Biberwier · Bichlbach · Breitenwang · Ehenbichl · Ehrwald · Elbigenalp · Elmen · Forchach · Grän · Gramais · Häselgehr · Heiterwang · Hinterhornbach · Höfen · Holzgau · Jungholz · Kaisers · Lechaschau · Lermoos · Musau · Namlos · Nesselwängle · Pfafflar · Pflach · Pinswang · Reutte · Schattwald · Stanzach · Steeg · Tannheim · Vils · Vorderhornbach · Wängle · Weißenbach am Lech · Zöblen
- Gemeinsame Normdatei: 4527876-3
- Virtual International Authority File: 238767524